# Едвард Ентоні Шпіцка
Едвард Ентоні Шпіцка (17 червня 1876, Нью-Йорк - 4 вересня 1922, Маунт Вернон) — американський лікар з неврології та нейроанатомії. Син Едварда Чарльза Шпіцького. У 1901 році він провів розтин мозку Леона Чолгоша, вбивці президента США Вільяма Мак-Кінлі. Автор кількох десятків наукових праць, редактор трьох видань «Анатомії Грея».

## Автобіографія
Він народився в Нью-Йорку як єдиний син Едварда Чарльза Шпіцкі, нью-йоркського невролога, психіатра та анатома, та Кетрін, уродженої Вачек. Закінчив коледж міста Нью-Йорка, а в 1902 р. отримав ступінь доктора медицини в Коледжі лікарів та хірургів. Під час навчання він виграв премію Дево, а в кінці навчання — клінічну премію Харсена.
Потім він працював у Колумбійському університеті, спочатку як стипендіат (1902—1904), а потім як демонстратор анатомії (1904—1906). 7 квітня 1906 р. Він був нагороджений кафедрою анатомії в Медичному коледжі Джефферсона. Вакантне місце на кафедрі анатомії після Вільяма С. Форбса, який помер у 1905 р., Було замінено поділом кафедри на дві частини: кафедра загальної та описової анатомії, присуджена Шпіцці, та кафедра прикладної та топографічної анатомії, присуджена Джордж Макклеллан. Після смерті Макклеллана він взяв на себе свої обов'язки. У вересні 1911 р. Він став першим директором Інституту анатомії імені Даніеля Бо, пожертви бізнесмена Даніеля Бо. Це дозволило Шпіцку легше запровадити в університеті одну з найкращих навчальних програм з анатомії в країні. Студенти медичного коледжу імені Джефферсона, які цікавляться анатомією, створили «Анатомічну лігу Шпіцки».
Численні адміністративні обов'язки та, як повідомляється, погрози з боку близьких до розстрілу злочинців, мозок яких він досліджував, привели Шпіцка до параноїчної поведінки та зловживання алкоголем. Є історія, що він прийшов на одну лекцію з двома рушницями, сказавши, що його життю загрожує небезпека. Коли проблема з його поведінкою почала загострюватися, 21 листопада 1912 р. Піклувальна рада Медичного коледжу Джефферсона вирішила дати йому однорічну відпустку. Коли Шпіцка був переконаний, що він не зможе повернутися на колишню посаду, він подав у відставку. Вона була прийнята 6 червня 1914 р..
З червня 1917 року він служив в американській армії Medical Corp, у багатьох лікарнях США, а також кілька місяців за кордоном. Йому було присвоєно звання підполковника. Вийшов у відставку з відзнакою 28 січня 1919 р. Він мав приватну практику і обіймав різні посади у відділі бюро ветеранів, остання з яких була керівником медичного відділення.
Він належав до Delta Kappa Epsilon, Sigma Xi, Theta Nu Epsilon, Асоціації американських анатомів (з грудня 1900), Американського антропометричного товариства, Американської антропологічної асоціації, Американського філософського товариства, Філадельфійського Неврологічного товариства [9], Академії природничих наук Філадельфії, Американського географічного товариства, Асоціації випускників Коледжу лікарів та хірургів, Комітету з надання першої допомоги при хірургічних, медичних та газових отруєннях та Американської Асоціації розвитку науки (як член). Співпрацював з журналами «American Journal of Anatomy», «Journal of Mental Pathology» та «Monatsschrift für Kriminalpsychologie und Strafrechts-Reform».
20 червня 1906 року в Білій рівнині він одружився з Алісою Полін Ебершпахер. У них народився один син Джефферсон (1908 -?).
Він раптово помер від інсульту в своєму будинку на Бруксайд-авеню, 139, гора Вернон. Серед інших були опубліковані нотатки про його смерть The New York Times та JAMA.
У своєму заповіті від 11 лютого 1914 року (через місяць після смерті батька) він заповів свій мозок Американському антропометричному товариству, а решту свого тіла Інституту Даніеля Бо. У заповіті він висловив побажання, щоб після його смерті не відбувалась жодна релігійна церемонія, а також бажання пам'ятати студентом, дослідником і вчителем після його смерті.
Останньою незавершеною картиною Томаса Ікінса був портрет Шпіцка. Картина була зроблена в 1912 році, але на ній видно лише контури сидячого лікаря. Робота знаходиться в музеї Гіршхорна та саду скульптур у Вашингтоні.
Він читав цікаві лекції, але більшість студентів бентежила безліч інформації та прикладів. «Приземлена» анатомія була залишена за помічниками, зокрема Дж. Говардом Дехоні, Чарльзом Бонні, Джорджем Міллером, Греггом Метені.

## Наукові роботи
Коли ще був студентом медицини, Шпіцка взявся за нейроанатомію, ймовірно, під впливом батька. Коли йому запропонували розтин мозку Чолгоша (див. Нижче), він уже мав кілька опублікованих статей у цій галузі.
Він був автором детальних праць з морфології мозку відомих людей, в тому числі лікарів Сегінів Едуард та Едвард Констант, Джон Уеслі Пауелл, Філіп Лейді, Ендрю Джексон Паркер, Гаррісон Аллен, Едвард Дрінкер Коуп, Вільям Пеппер. Він опублікував тези з іноземних звітів про мозок шведського педагога та фізика Пера Адама Силлочема, французького фізіолога та антрополога Жана Батіста Лордеде, японського анатома Казуйосі Тагучі, шведського лікаря та гістолога Крістіана Ловена. На основі власних досліджень та літературних даних він спробував з'ясувати, які особливості мозку найкраще співвідносяться з розумовими здібностями вище середнього. Спочатку він зосереджувався на масі мозку; він прийшов, серед інших до висновку, що середня вага мозку видатних представників науки вища, ніж у світил гуманітарних наук. Списки мас мозку Шпіцка цитувались багато разів. В іншій роботі він висунув гіпотезу про те, що видатні люди мають добре розвинену передню частину острівцевої частки. Пізніше він дійшов висновку, що існує взаємозв'язок між товщиною мозолистого тіла (великої коміссури) та площею поперечного розрізу напівовального центру та інтелектом, що важливіше за вагу мозку або пропорції сірої та білої речовини
Він вивчав зміни в мозку, викликані електричним струмом. Його дослідницький матеріал в основному забезпечувався стратами засуджених на електричному кріслі в тюрмах Нью-Йорка; між 1902 і 1909 роками він був свідком тридцяти шести страт у в'язницях Оберн, Сінг Сінг, Даннемора та Трентон, а також сам зробив двадцять сім розтинів. Серед злочинців, чиї розтини він робив, серед інших Честер Гіллетт, Мері Фермер, Вільям Енніс, брати Ван Вормер та Тоні Туркофські (Турковскі). Він був співавтором настанов щодо реанімації у випадках ураження електричним струмом.
Співредактор (1908, разом з Да Костою) та редактор (1910, 1913) трьох послідовних видань «Анатомія Грея» був п'ятим і останнім американським редактором цього посібника. Коли був співредактором та редактором підручника з анатомії Грея, він доповнив цю книгу рукотворними ілюстраціями. Поруч із батьком його називають одним із американських анатомів, який сприяв стандартизації анатомічних назв. 19-е видання «Анатомія Грея» містило уніфіковану Базельську номенклатуру. Він написав гасло електричного крісла до Британської енциклопедії.
Спіцка намагався популяризувати свою область знань і пропагував ідею написання тіла в науці. «Нью-Йорк Таймс» публікувала з ним інтерв'ю про важливість ваги мозку, газети регулярно повідомляли про послідовні вимірювання мозку відомих людей. У 1911 р. Газета New York Times повідомила про спробу Шпіцки дістати мозок кашалота, викупленого в Оушн-Сіті.

## Справа Чолгоша
Коли був студентом останнього курсу медичного навчання, йому було доручено вивчити мозок Леона Чолгоша, страченого за замах на життя президента США. Чолгоша визнали винним 24 вересня 1901 р., Засудили 26 вересня і стратили на електричному стільці 29 жовтня у в'язниці Оберн. Тюремний лікар Джозеф Фаулер та психіатри Флойд С. Крего та Джеймс В. Патнам були викликані експертами для вивчення психічного стану Чолгоша під час судового розгляду; вони погодились з тим, що Чолгош повністю пам'ятав і відповідав за свої дії. Таку ж думку висловив Карлос Ф. Макдональд, який також вивчав Чолгоша.
На пряме прохання його брата тіло страченого анархіста повинно було бути знищене, щоб жодна його частина не потрапила у володіння приватної особи чи організації; це обмежувало можливість дослідження мозку кількома годинами після страти. Розтин проводили Шпіцка та Макдональд, а також були присутні лікарі Елі, Хоу, Троубрідж, Вольф та Хантлі. Охоронець переконався, що лікарі не винесли жодної частини тіла з в'язниці, і, незважаючи на прохання обох «про мозок або його фрагмент», цей дозвіл їм не надали. Результати стосувались головним чином мозку, решта тіла була лише поверхнево описана. Звіт Шпіцкі та Макдональда був надрукований у шести різних медичних журналах у січні та лютому 1902 р. Майже у однаковій формі. Повідомлена вага мозку становила 1460 г; автор зазначив вузькі доцентрові звивини порівняно із серединними звивинами, невеликий клин та щілину в головній частині звивини обода. Прицентрова тріщина правої півкулі перетворилася на риф Сільвія — як зазначалося, ця особливість характеризує «40% мозку поляків». Обґрунтовуючи відсутність видимих основних анатомічних аномалій, Шпіцка зазначав, що порушення роботи мозку може бути спричинене (біо) хімічними порушеннями, що в 1902 р. Все ще було сміливою гіпотезою.

## Праці
Якщо не зазначено інше, єдиним автором є Едвард Ентоні Шпіцка
- Preliminary report with projection drawings, illustrating the topography of the paracoeles in their relation to the surface of the cerebrum and cranium. «Proceedings of the Association of American Anatomists, 14th Annual Session», s. 69, 1901.
- A preliminary communication with projection-drawings, illustrating the topography of the paracoeles (lateral ventricles) in their relations to the surface of the cerebrum and the cranium. «New York Medical Journal». 73, s. 177—182, 1901.
- A preliminary communication of a study of the brains of two distinguished physicians, father and son. «Proceedings of the Association of American Anatomists, 14th Annual Session», s. 70-92, 1901.
- A contribution to the fissural integrality of the paroccipital; Observation upon one hundred brains. «Proceedings of the Association of American Anatomists, 14th Annual Session», s. 118—124, 1901.
- The mesial relations of the inflected fissure. Observations upon one hundred brains. «Proceedings of the Association of American Anatomists, 14th Annual Session», s. 105—115, 1901.
- The brains of two distinguished physicians, father and son; a comparative study of their fissures and gyres. «Science». 13, s. 295, 1901. DOI: 10.1126/science.13.321.289.
- A preliminary communication of a study of the brains of two distinguished physicians, father and son. «Philadelphia Medical Journal». 7, s. 680—688, 1901.
- The brains of two more celebrities. «Philadelphia Medical Journal». 7, s. 791, 1901.
- Report of Autopsy on Assassin Disclaimed. «Journal of the American Medical Association». 37 (19), s. 1262, 1901.
- The mesial relations of the inflected fissure. Observations on 100 brains. «Science». 13, s. 295, 1901. DOI: 10.1126/science.13.321.289.
- The mesial relations of the inflected fissure; Observations upon one hundred brains. «New York Medical Journal». 73, s. 6-10, 1901.
- The redundancy of the preinsula in the brains of distinguished educated men. «Medical Record». 59, s. 940—943, 1901.
- Contribution to the question of fissural integrality of the paroccipital; Observations on 100 brains. «Science». 13, s. 295, 1901.
- A contribution to the fissural integrality of the paroccipital; Observation upon one hundred brains. «Journal of Mental Pathology». 1-2, 1901/1902.
- Is the central fissure duplicated in the brain of Carlo Giacomini, anatomist? A note on a fissural anomaly. «Philadelphia Medical Journal». 8, s. 1-4, 1901.
- MacDonald CF, Spitzka EA:. The trial, execution, autopsy, and mental status of Leon F. Czolgosz, alias Fred Nieman, assassin of President McKinley, With a report of the post-mortem examination. «New York Medical Journal». 75, s. 12-23, 1902.
- MacDonald CF, Spitzka EA. The trial, execution, autopsy, and mental status of Leon F. Czolgosz, alias Fred Nieman, assassin of President McKinley, With a report of the post-mortem examination. «Philadelphia Medical Journal». 9, s. 31-42, 1902.
- MacDonald CF, Spitzka EA. The trial, execution, autopsy, and mental status of Leon F. Czolgosz, alias Fred Nieman, assassin of President McKinley, With a report of the post-mortem examination. «Lancet», s. 289—293 i 352—356, 1902.
- MacDonald CF, Spitzka EA. The trial, execution, autopsy, and mental status of Leon F. Czolgosz, alias Fred Nieman, assassin of President McKinley, With a report of the post-mortem examination. «American Journal of Insanity». 58, s. 369—404, 1902. DOI: 10.1176/appi.ajp.58.3.386.
- MacDonald CF, Spitzka EA. The trial, execution, autopsy, and mental status of Leon F. Czolgosz, alias Fred Nieman, assassin of President McKinley, With a report of the post-mortem examination. «Journal of Mental Pathology». 1, s. 179—209, 1902.
- MacDonald CF, Spitzka EA. The trial, execution, autopsy, and mental status of Leon F. Czolgosz, alias Fred Nieman, assassin of President McKinley, With a report of the post-mortem examination. «Medical Record». 61, s. 1-13, 1902.
- Description of the brain of a regenticide. «American Journal of Anatomy». 1, s. 517, 1902.
- A Question of Figures. «Alienist and Neurologist», s. 183—194, 1902.
- Brain-anatomy and 'degeneracy' theories. A reply to Dr. E.S. Talbot's criticism in the Philadelphia Medical Journal, Jan. 18, 1902. «Philadelphia Medical Journal». 9, s. 152, 1902.
- Contributions to the encephalic anatomy of the races. First paper: three eskimo brains, from Smith's Sound. «American Journal of Anatomy». 2, s. 25-71, 1902.
- Brain-weights of brothers and sisters. «Science». 17, s. 516, 1902. PMID: 17775298.
- A rare fissural atypy in the brain of W.A., New York Assemblyman. «Medical Critic». 2, s. 616—619, 1902.
- (Recenzja) Uber das Hirngewicht des Menschen by F. Marchand. «Science». 17, s. 345, 1903. DOI: 10.1126/science.17.426.345.
- The brain of Siljeström. «Science». 17, s. 554, 1903. DOI: 10.1126/science.17.431.554. PMID: 17794857.
- Notes on autopsy of Toni Turkofski, electrocuted murderer. Medical Critic (sierpień 1903)
- The brain-weight of the Japanese. «Science». 18 (455), s. 371—373, 1903. DOI: 10.1126/science.18.455.371. PMID: 17831042.
- The brain of Professor Laborde. «Science». 18 (454), s. 346, 1903. DOI: 10.1126/science.18.454.346. PMID: 17809844.
- The postorbital limbus; A formation occasionally met with at the base of the human brain. «Philadelphia Medical Journal». 11, s. 646—648, 1903.
- Brain-weight of brothers. «Science». 18 (465), s. 699, 1903. DOI: 10.1126/science.18.465.699. PMID: 17793671.
- Brain-Weight, Cranial Capacity and the Form of The Head, and Their Relations to the Mental Powers Of Man. «Science». 17 (436), s. 753—754, 1903. DOI: 10.1126/science.17.436.753-a. PMID: 17773467.
- Brain-weights of animals with special reference to the weight of the brain in the macaque monkey. «Journal of Comparative Neurology». 13 (1), s. 9-18, 1903. DOI: 10.1002/cne.910130103.
- Anatomy, normal and pathological. «Medical Critic». 3, s. 1200—1203, 1903.
- A study of the brain of the late Major J.W. Powell. «American Anthropologist». 5 (4), s. 585—643, 1903.
- A study of the brain-weights of men notable in the professions, arts and sciences. «Philadelphia Medical Journal». 11, s. 757—761, 1903.
- Some of the dangers of formol. «Science». 18 (446), s. 87-89, 1903. DOI: 10.1126/science.18.446.87. PMID: 17745508.
- The anatomy of the human insula in its relation to the speech-centers; According to race and individuality. «American Journal of Anatomy». 2, 1903.
- Statistisches uber das Lynchen in Nordamerika. «Archiv für Kriminal-Anthropologie und Kriminalistik». 11, s. 224—227, 1903.
- Auftreten von Epidemien des religiösen Fanatismus im zwanzigsten Jahrhundert. Die neulichen Suggestionserscheinungen bei den Duchoborzen in Kanada. «Archiv für Kriminal-Anthropologie und Kriminalistik». 14, s. 9-22, 1903.
- Postmortem Examination of the Late George Francis Train. Daily Medical (New York) 15 lutego 1904
- The brain of a Swedish statesman. «Science». 20 (514), s. 612—613, 1904. DOI: 10.1126/science.20.514.612. PMID: 17775471.
- Professor Taguchi's brain weight. «Science». 20 (502), s. 215, 1904. DOI: 10.1126/science.20.502.215. PMID: 17829818.
- A Heavy Japanese Brain. «Science». 19 (493), s. 899, 1904. DOI: 10.1126/science.19.493.899. PMID: 17770219.
- The execution and post-mortem examinations of the three Van Wormer brothers at Dannemora, N.Y. October 1,1903. «NY Daily Medical Journal». 1, s. 1-3, 1904.
- A Note on the True Weight of the Human Lungs. «American Journal of Anatomy». 3, s. 5, 1904.
- The Brains of Three Brothers. «American Journal of Anatomy». 3, s. 4-5, 1904.
- Hereditary resemblances in the brains of three brothers. «American Anthropologist». 6, s. 307—312, 1904.
- Dr. Taguchi's brain weight. «American Anthropologist». 6, s. 577—578, 1904.
- The brain of the histologist and physiologist Otto C. Loven. «Science». 21 (548), s. 994, Jun 1905. DOI: 10.1126/science.21.548.994-a. PMID: 17793114.
- The Development of Man's Great Brain. «Connecticut Magazine». 9, s. 319—329, 1905.
- Cerebral Localization of Musical Talent. «Science». 24 (614), s. 444, 1906. DOI: 10.1126/science.24.614.444. PMID: 17801433.
- A study of the brains of six eminent scientists and scholars belonging to the American Anthropometric Society, together with a description of the skull of Professor E.D. Cope. «Transactions of the American Philosophical Society». 21 (4), s. 175—308, 1907.
- Gray's Anatomy, Descriptive and Surgical, 17th Ed. DaCosta JC, Spitzka EA (ed.). Philadelphia: Lea & Febiger, 1908.
- Observations regarding the infliction of the death penalty by electricity. «Proceedings of the American Philosophical Society held at Philadelphia for promoting useful knowledge». 47, s. 39-50, 1908.
- (Recenzja) Anatomy of the brain and spinal cord, with special reference to mechanism and function. By Harris E. Santee, M. D., Ph.D. Fourth edition, revised and enlarged. Philadelphia: P. Blakiston's Son & Co., 1907. «Anatomical Record». 2 (4), s. 172—174, 1908. DOI: 10.1002/ar.1090020408.
- Preliminary note on the brains of natives of the Andaman and Nicobar islands. «Proceedings of the American Philosophical Society held at Philadelphia for promoting useful knowledge». 47, s. 51-58, 1908.
- The Brains of Eminent Men. «Journal of the American Medical Association». 51, s. 322, 1908.
- Phrenology or the Doctrine of the Mental Phenomena. «Science». 30 (766), s. 310—311, 1909. DOI: 10.1126/science.30.766.310.
- The resuscitation of persons shocked by electricity. «Journal of the Medical Society of New Jersey». 5, s. 549—555, 1909.
- Gray's Anatomy, Descriptive and Applied, 18th Ed.. Spitzka EA (ed.). Philadelphia: Lea & Febiger, 1910.
- Electrocution. [w:] The Encyclopaedia Britannica: a dictionary of arts, sciences, literature and general information vol. IX New York: Encyclopaedia Britannica, 1910 s. 210
- The effects of electricity upon the human organism and the resuscitation of persons shocked by electricity. «Current News (The Phila. Electric Co. Sec. of the National Elec. Light Association». 3, s. 262—273, 1911.
- The Daniel Baugh Institute of Anatomy. Proceedings of the American Association of Anatomists. Twenty-eighth session. «Anatomical Record». 6 (3), s. 151, 1912. DOI: 10.1002/ar.1090060308.
- Spitzka EA, Radasch HE. The brain lesions produced by electricity as observed after legal electrocution. «American Journal of the Medical Sciences». 114 (3), s. 341—347, 1912.
- A death mask of W.J. McGee. «American Anthropologist». 15 (3), s. 536—538, 1913.
- To the Editor of New York Times. «New York Times», s. 10, 20 listopada 1913.
- Gray's Anatomy, Descriptive and Applied, 19th Ed.. Spitzka EA (ed.). Philadelphia: Lea & Febiger, 1913.
- To the Editor of New York Times. «New York Times», s. 21, 7 lutego 1915.
- Spitzka EA, Radasch HE. The brain lesions produced by electricity as observed after legal electrocution. «Publications from the Laboratories of the Jefferson». 5-6, 1915.
- To the Editor of New York Times. «New York Times», s. 8 (6 grudnia 1915).
- The depletion of nerve force in neurasthenic states and eye-strain, reflex headaches and ocular vertigo. «Optical Journal and Review of Optometry». 37, s. 909—913, 1916.
- The field hospitals at Camp Grant, Illinois. «Medical Pickwick». 4, s. 43-46, 1918.